# پارک ملی تپه دژ بریمستون
پارک ملی تپه دژ بریمستون یک مکان میراث جهانی یونسکو است، قلعه ای که به خوبی حفظ شده‌است در تپه ای در جزیره سنت کیتس در فدراسیون سنت کریستوفر (سنت کیتس) و نوویس در کارائیب شرقی قرار دارد. این قلعه توسط مهندسان نظامی انگلیس طراحی شده‌است، و توسط بردگان آفریقایی ساخته و نگهداری شده‌است و یکی از بهترین استحکامات تاریخی حفظ شده در قاره آمریکا است.
مجموعه استحکامات در این تپه ساخته شده‌است، تپه ای بسیار شیب دار در نزدیکی دریا در ساحل غربی، کارائیب در سنت کیتس واقع شده‌است.

## نگارخانه

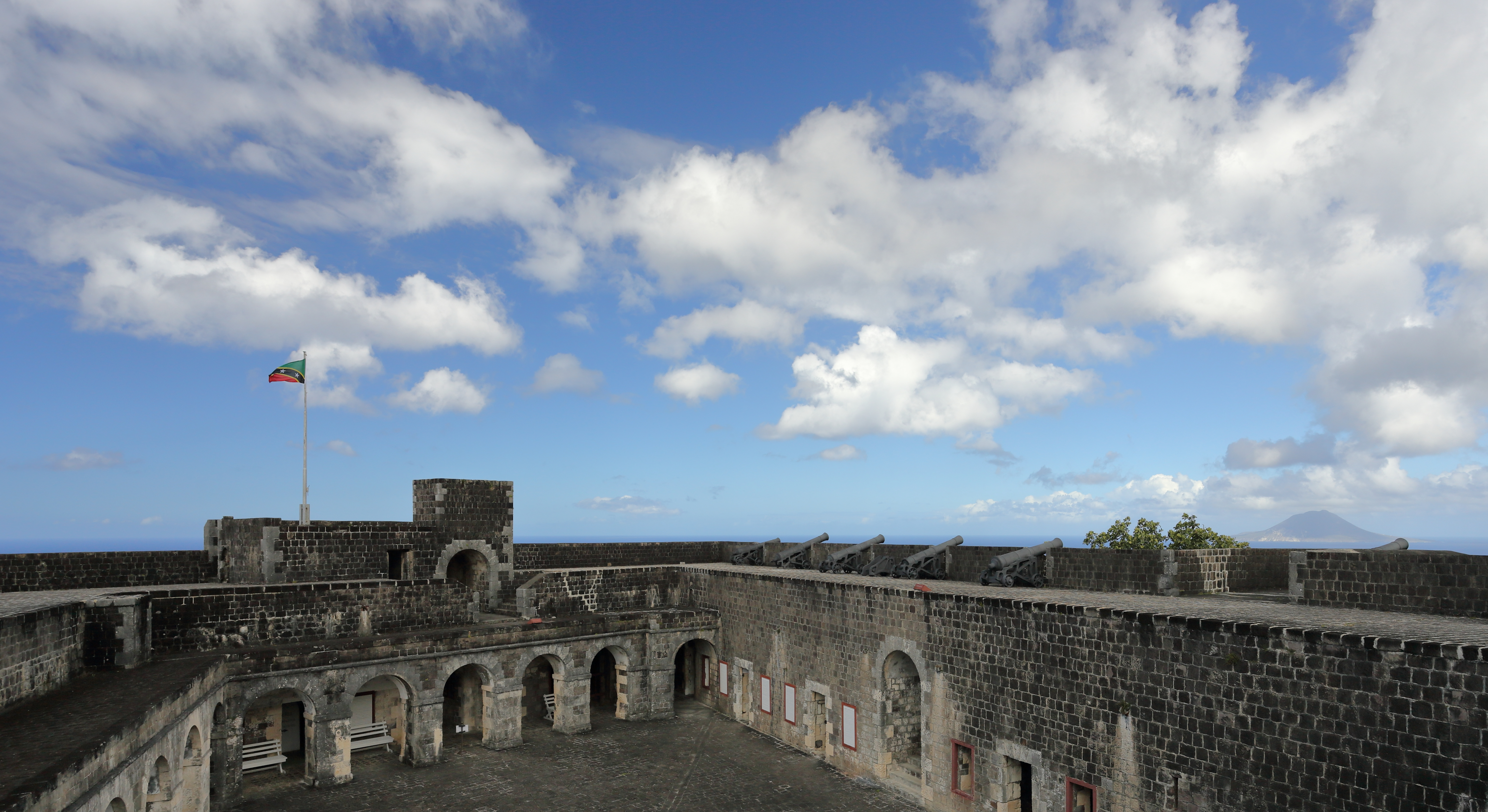
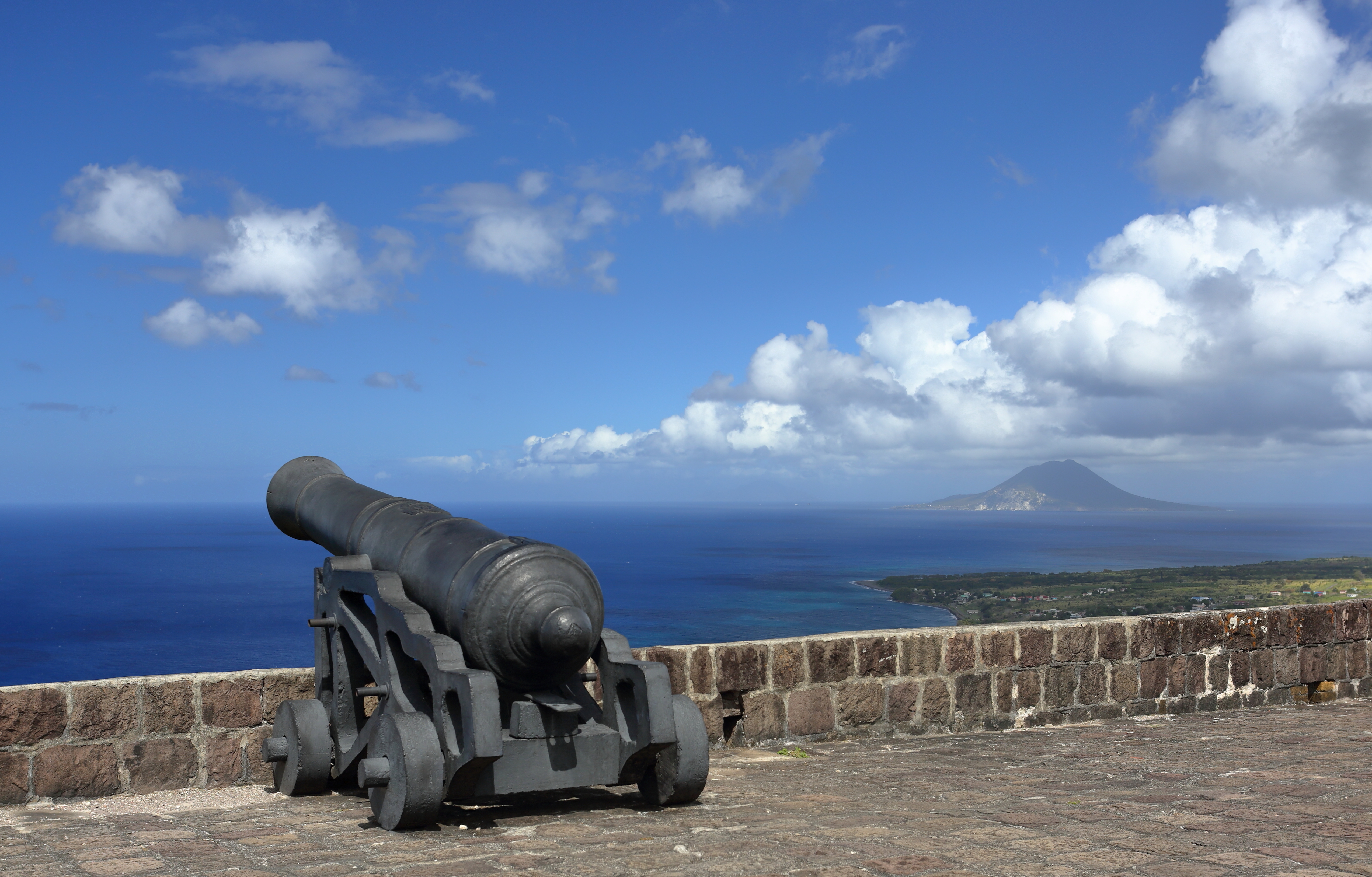
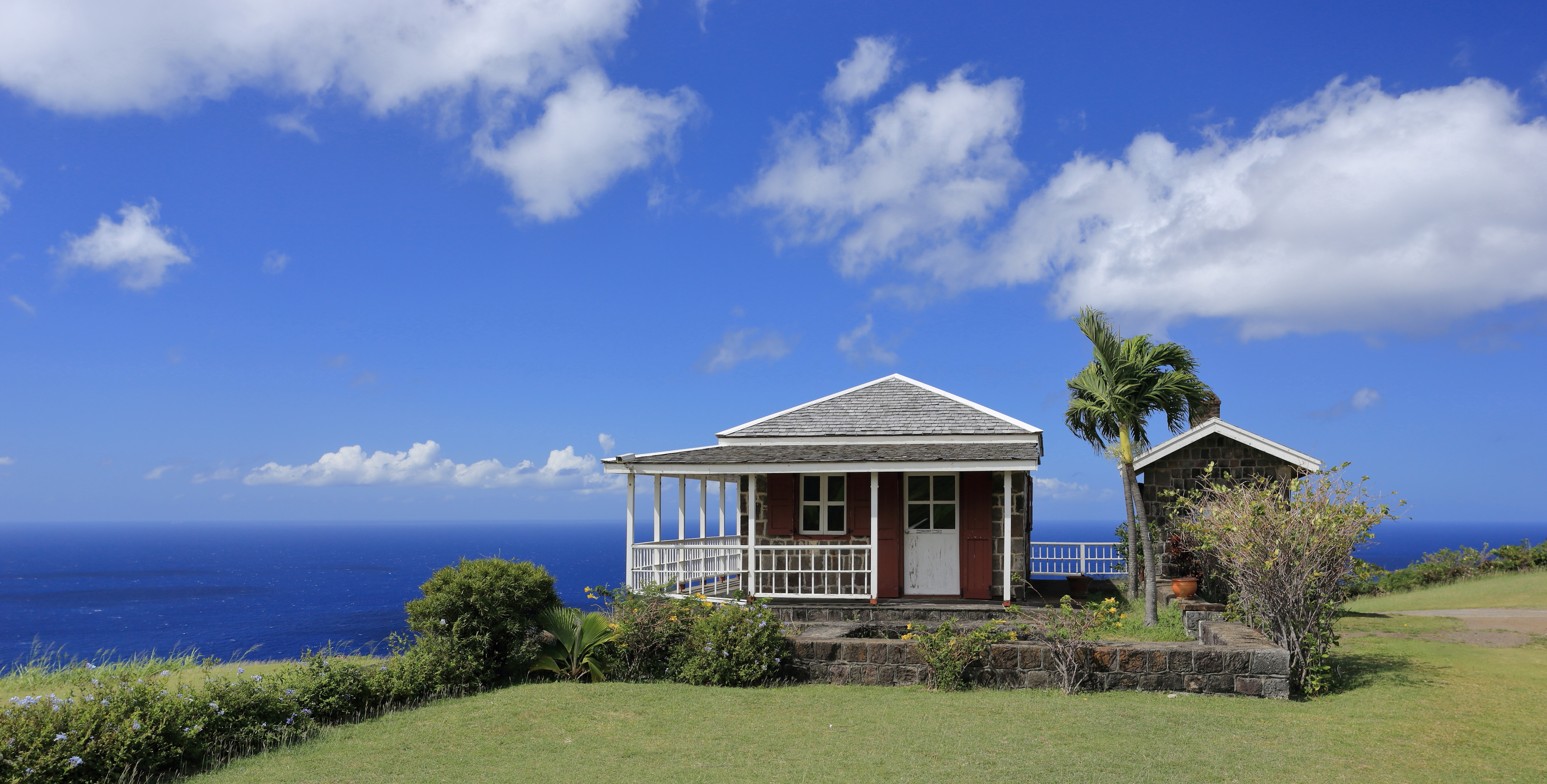
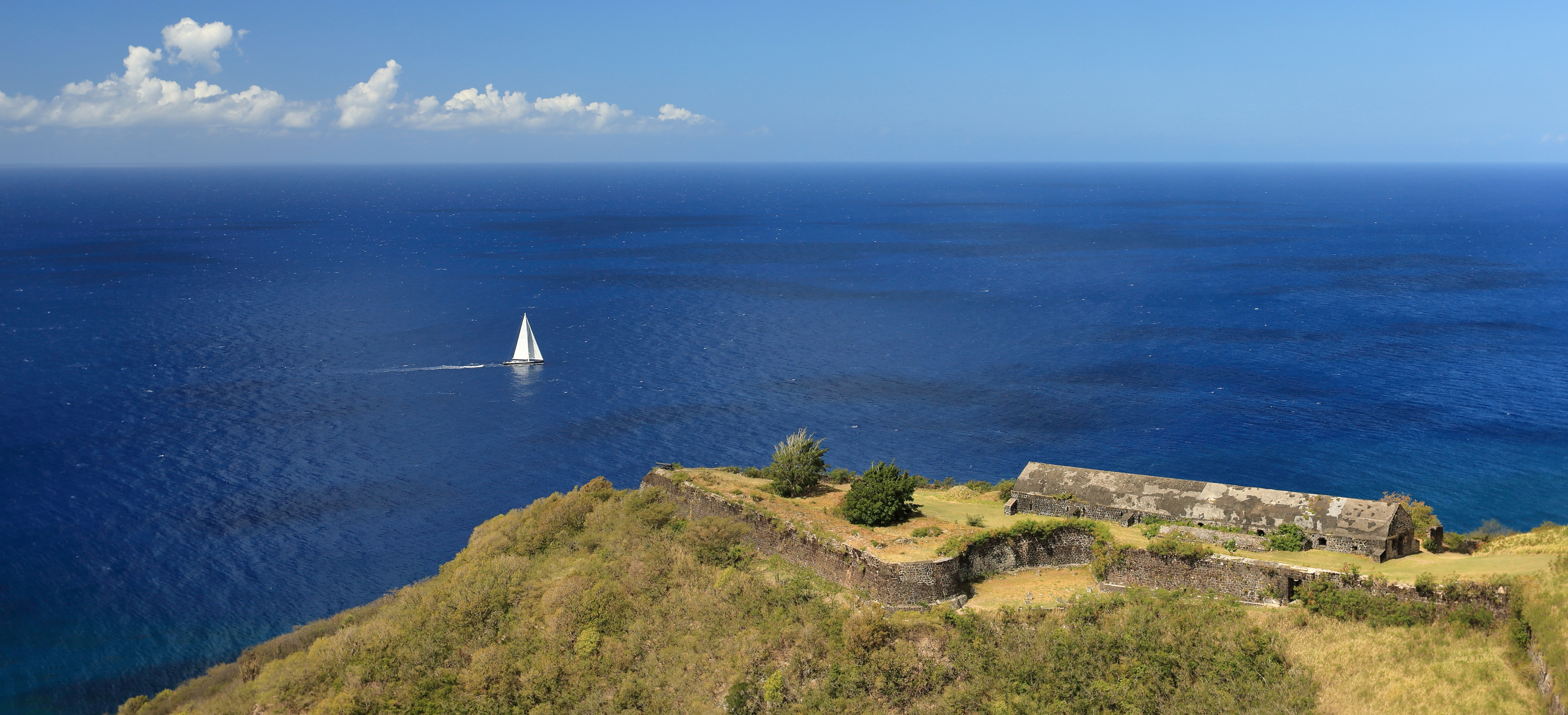
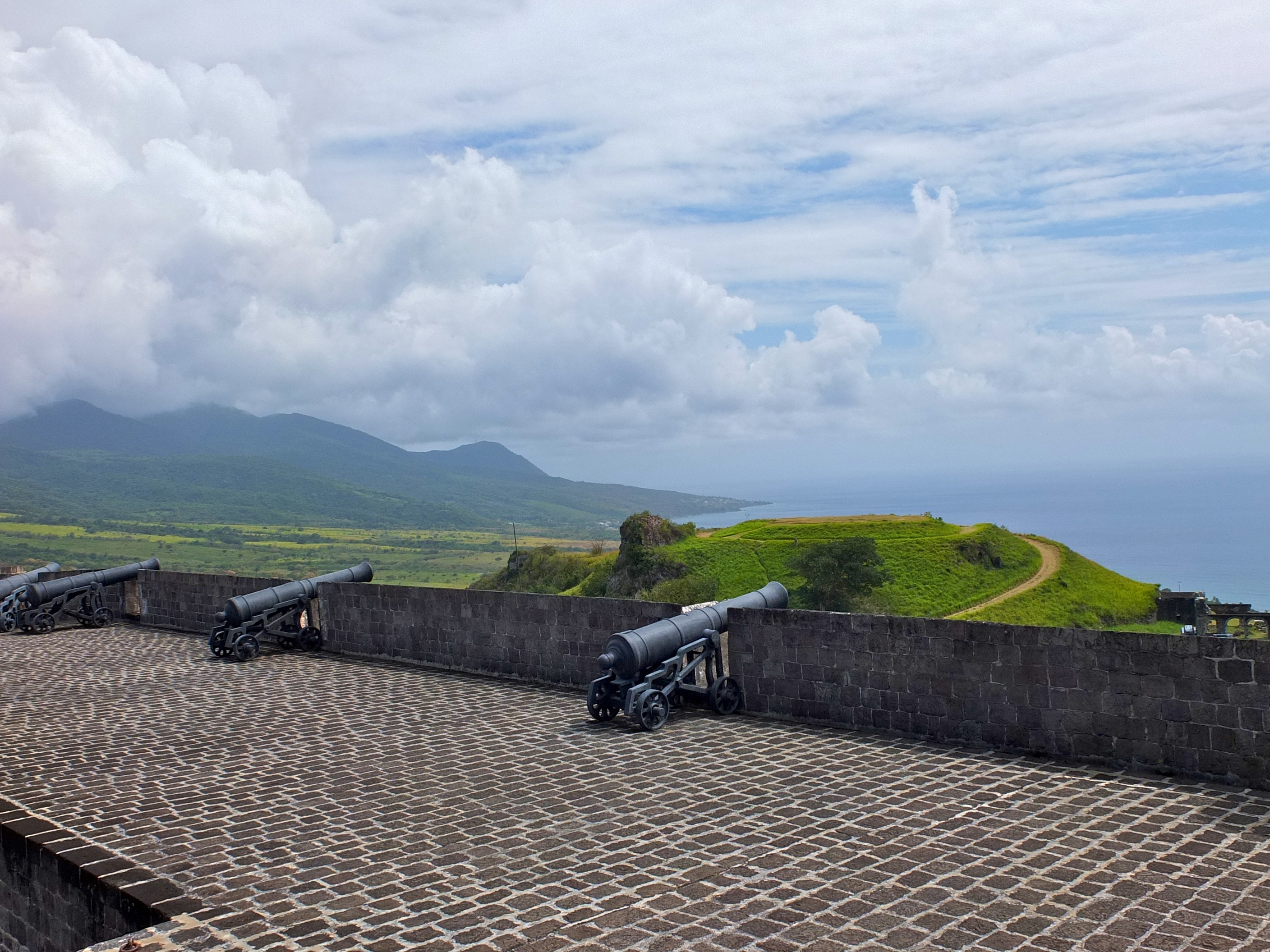
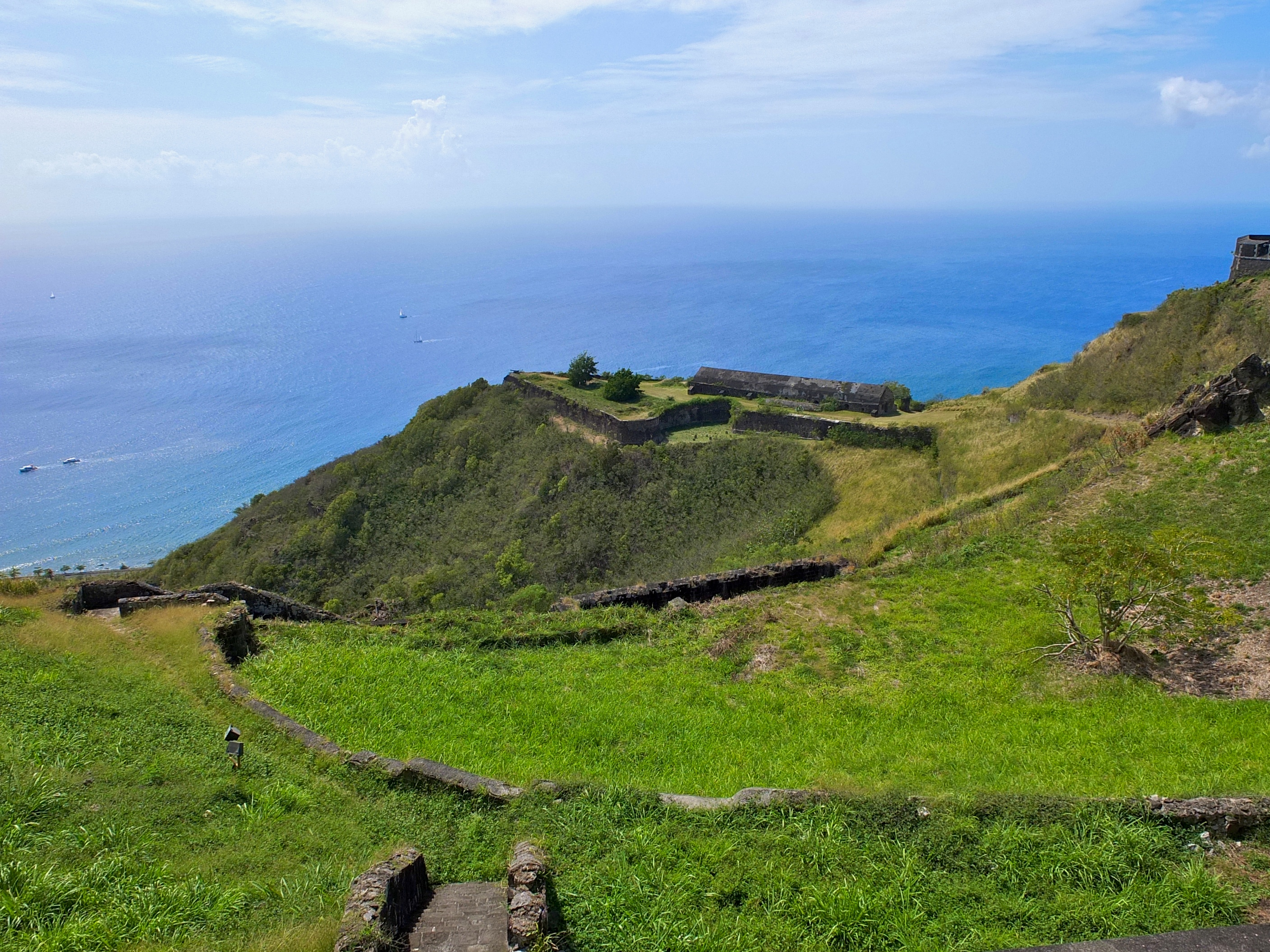